# 银脸长尾山雀
银脸长尾山雀（学名：[Aegithalos fuliginosus] 错误：{{Lang}}：文本有斜体标记（帮助））为山雀科长尾山雀属的鸟类，是中国的特有物种。分布于甘肃、陕西、四川、湖北等地，多生活于1000米以上的高山森林间。该物种的模式产地在四川宝兴。